# Festival international du film d'animation d'Annecy
Pour les articles homonymes, voir FIFA.
Le Festival international du film d'animation d'Annecy, créé en 1960, se déroule au début du mois de juin dans la ville d'Annecy, en Haute-Savoie. D'abord biannuel, il devient annuel en 1997 et est organisé par la CITIA.

## Principe

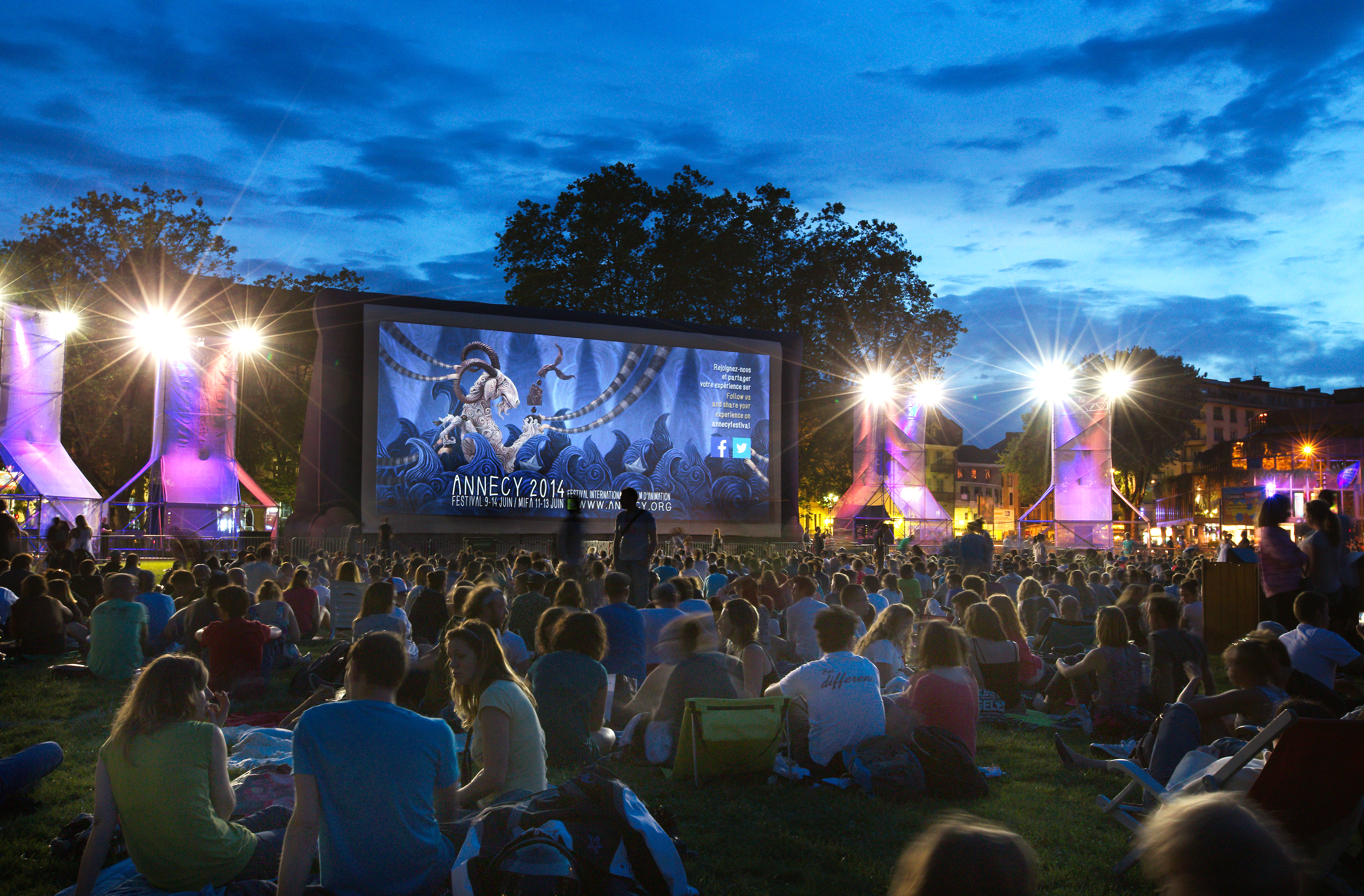
Projection plein air en 2014 sur le Pâquier.

Rendez-vous important de l'image en mouvement, le Festival international du film d'animation d'Annecy propose une sélection officielle avec un panel de films d'animation utilisant des techniques diverses (dessins animés, papiers découpés, pâte à modeler, stop motion, 3D…) et classés dans différentes catégories pour la compétition officielle :
- Longs métrages
- Courts métrages
- Films de télévision
- Films de commande
- Films de fin d'études
- Œuvres VR

En marge de la compétition se tiennent des avant-premières mondiales, des rétrospectives, des hommages, des rencontres autour des films et des auteurs, des dédicaces, des expositions, des projections en plein air chaque soir sur le Pâquier.
Depuis 1986, un Marché international du film d'animation (le Mifa) se tient à Annecy en même temps que le Festival

## Historique
Dans les années 1960, l'existence sur le territoire savoyard d'un ciné-club très actif, combinée à la rencontre de ses animateurs avec l'équipe des Journées du cinéma, a facilité l'installation des Journées internationales du cinéma d'animation (Jica) à Annecy. Pierre Barbin, André Martin et Michel Boschet en sont les membres fondateurs. En effet, en 1956, les dirigeants du ciné-club présents à Cannes pour assister à la 1re édition des Jica en marge du grand festival avaient constaté qu'elles ne fonctionnaient pas, les stars du cinéma accaparant l'attention du public et des journalistes. De la rencontre des deux équipes germe l'idée de l'installation d'un festival d'animation à Annecy.
En 1968, le Festival, comme beaucoup d'autres cette année-là, est interrompu par les événements de mai. En 1971, des discussions entre les organisateurs et l'ASIFA (Association internationale du film d'animation) portent sur le mode de sélection des films présentés. Jusqu'en 1975, le Festival connaît une forte hausse de fréquentation, aussi bien du côté des professionnels que des délégations étrangères, des abonnés et des spectateurs. L'arrivée des premières images réalisées à l'aide de l'ordinateur crée une scission entre les artistes conventionnels et ceux qui sont partisans de ces nouvelles techniques.
En 1982, trois objectifs sont présentés à l'assemblée générale : « contribuer au développement du cinéma d'animation ; assurer à Annecy une manifestation culturelle de niveau international ; être un moyen d'action culturelle pour la ville, la région et la France ». Jean-Luc Xiberras est engagé pour mettre en place ces nouvelles orientations. Le secrétariat permanent est ramené de Paris à Annecy.
En 1983, l'édition se tient au Centre culturel de Bonlieu, permettant ainsi des projections simultanées de films dans différents formats et sur différents supports. En parallèle, les prémices d'un marché du film apparaissent, ainsi que quelques conférences thématiques. Cette édition, en s'ouvrant à toutes les fonctions du cinéma d'animation, à toutes les cultures et techniques, se révèle être un véritable succès. À la suite de l'ouverture de la compétition aux films de commande en 1983, une compétition est également créée pour les films de télévision en 1985.
En 1985, la première édition du Marché international du film d'animation (MIFA) est ainsi concomitamment organisée, avec un rôle complémentaire. Les studios américains deviennent de plus en plus visibles sur la manifestation, avec notamment une diffusion auprès du public d'un programme de 9 films de Disney oscarisés, avec un hommage à la Warner en 1987, et avec l'accueil d'une délégation importante de Walt Disney Pictures pour la première fois en 1989. Entre 1983 et 1997, le nombre de participants passe de 900 accrédités en 1983 à 4 300 en 1997 et le nombre de films reçus de 386 à 1 271. Ces facteurs entraînent une couverture médiatique de plus en plus importante, avec près de 300 journalistes présents à la fin des années 1990. Dès 1983, le succès de la manifestation entraîne une augmentation du nombre de professionnels d'orientation culturelle ou économique.
En 1993, un écran géant en plein air est installé, sur le Pâquier pour des projections publiques.
En 1997, le conseil d'administration vote l'annualisation de l'événement pour plusieurs raisons : augmentation du volume de production, difficulté de la sélection, concurrence d'autres événements, besoin d'un marché annuel et nécessité d'une équipe organisatrice permanente. Par la suite, Annecy conforte sa position de leader international des festivals compétitifs consacrés au cinéma d'animation.
En 1999, Serge Bromberg est nommé délégué artistique, à la suite du décès de Jean-Luc Xiberras survenu en décembre 1998.
Dans les années 2000, le Festival d'Annecy est en plein essor, les avant-premières se multiplient et entraînent ainsi une plus grande couverture médiatique de l'événement. La France et l'Europe se lancent dans la production de films d'animation.
En 2006 est créée la la cité de l'image en mouvement (CITIA). Son projet s'articulant autour de trois axes (culture, économie, formation), diverses actions sont mises en place au niveau local : exposition permanente sur le cinéma d'animation, développement des opérations d'éducation artistique, implantation de formations supérieures avec les Gobelins, école de l'image, création d'un événement consacré aux contenus et nouveaux supports, Forum Blanc, mise en place d'un fonds d'aide à la production d’œuvres numériques, etc.
À la fin de l'édition 2012 du festival, Marcel Jean est nommé délégué artistique. Il succède ainsi à Serge Bromberg qui occupait le poste depuis 1999. En 2015, il décide de mettre les femmes à l'honneur et compose un jury exclusivement féminin, consacrant de nombreux programmes patrimoniaux aux réalisatrices qui ont marqué l'histoire. Il crée de nouvelles sections compétitives dans le but de valoriser la présence de toutes sortes de films en sélection. C'est ainsi qu'apparaissent les sections de courts métrages Off Limits (2014), Perspectives (2017) et Jeune public (2017), ainsi qu'une deuxième section compétitive consacrée aux longs métrages et nommée Contrechamp (2019).
La soixantième édition, initialement prévue du 15 au 19 juin 2020, est annulée le 7 avril, en raison de la pandémie due au coronavirus. L'édition suivante est alors programmée du 14 au 19 juin 2021.

## Portée et influence du festival

### La promotion de la diversité: patrimoine culturel et émergence de nouvelles œuvres
Le Festival a depuis ses origines cherché à faire connaître les créations étrangères. Dans le contexte de la guerre froide, il était difficile, voire impossible, de projeter des courts métrages soviétiques. Aujourd'hui, le Festival continue dans sa programmation à valoriser ce patrimoine. Parallèlement, de nouveaux genres ou de nouvelles techniques d'animation sont présentés au public.

### Le Marché international du film d'animation
L'augmentation des productions, notamment avec la télévision, a conduit à l'apparition du Marché international du film d'animation d'Annecy (Mifa) en marge du festival dans les années 1980. Depuis, le Mifa est devenu un rendez-vous pour le développement de projets, pour permettre aux divers acteurs du secteur de se faire connaître, et aux étudiants de l'animation de trouver stages et emplois. Le Mifa accueille « plus de 800 sociétés exposantes internationales ».

## Chiffres
Chiffres en 2017[réf. nécessaire]
Le Festival compte :   
- 115 000 entrées
- 10 000 accrédités
- plus de 500 films projetés
- 230 films sélectionnés
- 87 pays représentés
- 29 prix

## Prix officiels
Longs métrages
- Cristal du long métrage ;
- Prix du jury ;
- Grand prix Contrechamp.

Courts métrages
- Cristal du court métrage ;
- Prix du jury ;

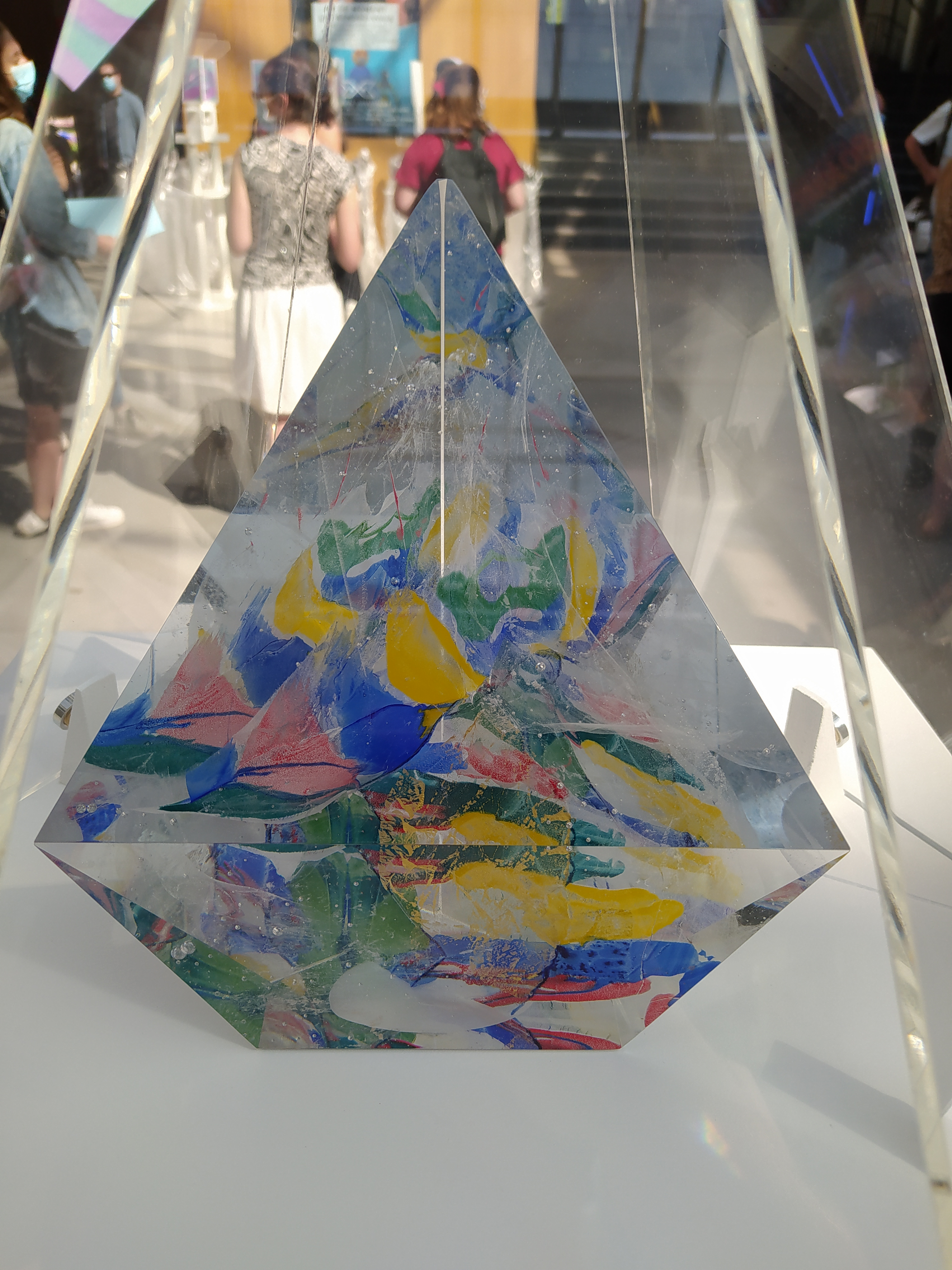
Le trophée du Cristal d'Annecy.

- Prix Jean-Luc Xiberras de la première œuvre ;
- Prix France TV pour un court métrage
- Prix du public ;
- Prix du film Off-limits.
- Prix Jeune public

Films de fin d'études
- Cristal du film de fin d'études ;
- Prix du jury ;
- prix XPPen pour un film de fin d'études ;

Films de télévision et de commande
- Cristal pour une production TV ;
- Cristal pour un film de commande ;
- Prix du jury pour une série TV ;
- Prix du jury pour un spécial TV ;

Prix spéciaux du Festival
- prix de la Ville d'Annecy ;
- prix France TV pour un court métrage ;
- prix André Martin pour un court métrage français ;
- prix SACEM pour une musique originale dans la catégorie courts métrages ;
- prix SACEM pour une musique originale dans la catégorie longs métrages ;
- prix du jury junior CANAL+ ;
- prix Festivals Connexion pour une œuvre VR ;
- prix Vimeo Staff Pick pour un court métrage dans la catégorie L'officielle et Off-Limits ;

## Palmarès

### Cristal d'Annecy (court métrage)
| Année | Titre français                                                | Titre original                                              | Réalisateur                                                 | Pays                   |
| ----- | ------------------------------------------------------------- | ----------------------------------------------------------- | ----------------------------------------------------------- | ---------------------- |
| 1960  | Le Lion et la Chanson                                         | Lev a písnička                                              | Břetislav Pojar                                             | République tchèque     |
| 1962  | L'Homme volant                                                | The Flying Man                                              | George Dunning                                              | Royaume-Uni            |
| 1963  |                                                               | Spatne namalovaná slepice                                   | Jiří Brdečka                                                | République tchèque     |
| 1965  | La Demoiselle et le Violoncelliste                            |                                                             | Jean-François Laguionie                                     | France                 |
| 1967  | Ex æquo : Le Dompteur de chevaux sauvages                     | Krotitelj Divlijih Konja]                                   | Nedeljko Dragic                                             | Croatie                |
| 1967  | Ex æquo : Le Souffle                                          | The Breath                                                  | Jimmy T. Murakami                                           | Royaume-Uni            |
| 1967  | Ex æquo : Les Cages                                           | Klatki                                                      | Miroslaw Kijowicz                                           | Pologne                |
| 1967  | Ex æquo : Arès contre Atlas                                   |                                                             | Manuel Otéro                                                | France                 |
| 1969  | Pas de festival en raison de la suppression des subventions   | Pas de festival en raison de la suppression des subventions | Pas de festival en raison de la suppression des subventions |                        |
| 1971  | Ex æquo : Autres aventures de l'oncle Sam                     | The Further Adventures Of Uncle Sam                         | Robert Mitchell et Dale Case                                | États-Unis             |
| 1971  | Ex æquo : L'Appel                                             | Apel                                                        | Ryszard Czekala                                             | Pologne                |
| 1971  | Ex æquo : La Jeune Mariée                                     | Nevesta                                                     | Borislav Sajtinac                                           | Serbie                 |
| 1973  | Frank Film                                                    |                                                             | Frank Mouris                                                | États-Unis             |
| 1975  | Le Pas                                                        |                                                             | Piotr Kamler                                                | France                 |
| 1977  | Ex æquo : David                                               |                                                             | Paul Driessen                                               | Pays-Bas               |
| 1977  | Ex æquo : Le Château de sable                                 | The Sand Castle                                             | Co Hoedeman                                                 | Canada                 |
| 1979  | Ex æquo : M. Pascal                                           |                                                             | Alison De Vere                                              | Royaume-Uni            |
| 1979  | Ex æquo : Après la vie (en)                                   | After Life                                                  | Ishu Patel (en)                                             | Canada                 |
| 1981  | Tango                                                         |                                                             | Zbigniew Rybczyński                                         | Pologne                |
| 1983  | Les Possibilités du dialogue                                  | Možnosti dialogu                                            | Jan Švankmajer                                              | République tchèque     |
| 1985  | Une tragédie grecque                                          | Een Griekse Tragedie                                        | Nicole Van Goethem                                          | Belgique               |
| 1987  | Ex æquo : L'Homme qui plantait des arbres                     |                                                             | Frédéric Back                                               | Canada                 |
| 1987  | Ex æquo : Un monde pourri                                     | Smatchkan Sviat                                             | Boyko Kanev                                                 | Bulgarie               |
| 1989  | La Ferme de la colline                                        | The Hill Farm                                               | Mark Baker                                                  | Royaume-Uni            |
| 1991  | Le Loup gris et le Petit Chaperon rouge                       | Seriy Volk i Krasnaïa Chapotchka                            | Garri Bardine                                               | Russie                 |
| 1993  | Le Fleuve aux grandes eaux                                    |                                                             | Frédéric Back                                               | Canada                 |
| 1995  | Switchcraft                                                   |                                                             | Konstantin Bronzit                                          | Russie                 |
| 1997  | La Vieille Dame et les Pigeons                                |                                                             | Sylvain Chomet                                              | France Canada          |
| 1998  | Papillons de nuit                                             |                                                             | Raoul Servais                                               | Belgique               |
| 1999  | When the Day Breaks                                           |                                                             | Wendy Tilby et Amanda Forbis                                | Canada                 |
| 2000  | Le Vieil Homme et la mer                                      | The Old Man and the Sea                                     | Alexandre Petrov                                            | Canada Japon Russie    |
| 2001  | Père et Fille                                                 | Father & Daughter                                           | Michael Dudok de Wit                                        | Pays-Bas Royaume-Uni   |
| 2002  | Barcode                                                       |                                                             | Adriaan Lokman                                              | Pays-Bas               |
| 2003  | Le Mont Chef                                                  | Atama Yama                                                  | Kōji Yamamura                                               | Japon                  |
| 2004  | Lorenzo                                                       |                                                             | Mike Gabriel                                                | États-Unis             |
| 2005  | Les Mystérieuses Explorations géographiques de Jasper Morello | The Mysterious Geographic Explorations of Jasper Morello    | Anthony Lucas                                               | Australie              |
| 2006  | Histoire tragique avec fin heureuse                           | Historia trágica com final feliz                            | Regina Pessoa                                               | France Canada Portugal |
| 2007  | Pierre et le Loup                                             | Peter & the Wolf                                            | Suzie Templeton                                             | Royaume-Uni Pologne    |
| 2008  | La Maison en petits cubes                                     |                                                             | Kunio Katō                                                  | Japon                  |
| 2009  | Slavar                                                        |                                                             | Hanna Heilborn et David Aronowitsch                         | Suède                  |
| 2010  | The Lost Thing                                                |                                                             | Andrew Ruhemann et Shaun Tan                                | Australie Royaume-Uni  |
| 2011  | Pixels                                                        |                                                             | Patrick Jean                                                | France                 |
| 2012  | Tram                                                          |                                                             | Michaela Pavlatova                                          | France                 |
| 2013  | Jeu de l'inconscient                                          | Subconscious Password                                       | Chris Landreth                                              | Canada                 |
| 2014  | Man on the Chair                                              |                                                             | Jeong Dahee                                                 | France Corée du Sud    |
| 2015  | We Can't Live Without Cosmos                                  | Mi ne mozhem zhit bez kosmosa                               | Konstantin Bronzit                                          | Russie                 |
| 2016  | Une tête disparaît                                            |                                                             | Franck Dion                                                 | France Canada          |
| 2017  | The Burden                                                    | Min Börda                                                   | Niki Lindroth von Bahr                                      | Suède                  |
| 2018  | Bloeistraat 11                                                | Bloeistraat 11                                              | Nienke Deutz                                                | Belgique Pays-Bas      |
| 2019  | Mémorable                                                     | Mémorable                                                   | Bruno Collet                                                | France                 |
| 2020  | Physique de la tristesse                                      | The Physics of Sorrow                                       | Theodore Ushev                                              | Canada                 |
| 2021  | Écorce                                                        | Écorce                                                      | Samuel Patthey et Silvain Monney                            | Suisse                 |
| 2022  | Amok                                                          | Amok                                                        | Balázs Turai                                                | Hongrie et Roumanie    |
| 2023  | 27                                                            | 27                                                          | Flóra Anna Buda                                             | France et Hongrie      |
| 2024  | Percebes                                                      | Percebes                                                    | Alexandra Ramires et Laura Gonçalves                        | Portugal et France     |
| 2025  | Les Bottes de la nuit                                         | Les Bottes de la nuit                                       | Pierre-Luc Granjon                                          | France                 |

### Cristal du long métrage
| Année | Titre français                                                | Titre original                                                | Réalisateur                           | Pays                                   |
| ----- | ------------------------------------------------------------- | ------------------------------------------------------------- | ------------------------------------- | -------------------------------------- |
| 1985  | Daliás idők                                                   |                                                               | József Gémes                          | Hongrie                                |
| 1987  | Quand souffle le vent                                         | When the Wind Blows                                           | Jimmy T. Murakami                     | Royaume-Uni                            |
| 1989  | Alice                                                         | Něco z Alenky                                                 | Jan Švankmajer                        | République tchèque                     |
| 1991  | Robinson et compagnie                                         |                                                               | Jacques Colombat                      | France                                 |
| 1993  | Porco Rosso                                                   | Kurenai no buta                                               | Hayao Miyazaki                        | Japon                                  |
| 1995  | Pompoko                                                       | Heisei tanuki gassen Pompoko                                  | Isao Takahata                         | Japon                                  |
| 1997  | James et la Pêche géante                                      | James and the Giant Peach                                     | Henry Selick                          | États-Unis                             |
| 1998  | L'Impitoyable Lune de miel !                                  | I married a strange person!                                   | Bill Plympton                         | États-Unis                             |
| 1999  | Kirikou et la Sorcière                                        |                                                               | Michel Ocelot                         | France                                 |
| 2000  | Pas de prix long métrage attribué cette année.                | -                                                             |                                       |                                        |
| 2001  | Les Mutants de l'espace                                       | Mutant Aliens                                                 | Bill Plympton                         | États-Unis                             |
| 2002  | Mari Iyagi                                                    |                                                               | Lee Sung-gang                         | Corée du Sud                           |
| 2003  | McDull dans les nuages                                        | My Life as McDull                                             | Toe Yuen                              | Hong Kong                              |
| 2004  | Oseam                                                         |                                                               | Baek-Yeop Sung                        | Corée du Sud                           |
| 2005  | Nyócker !                                                     |                                                               | Áron Gauder                           | Hongrie                                |
| 2006  | Renaissance                                                   |                                                               | Christian Volckman                    | France Royaume-Uni Luxembourg          |
| 2007  | Libérez Jimmy                                                 | Slipp Jimmy fri                                               | Christopher Nielsen                   | Norvège Royaume-Uni                    |
| 2008  | Sita chante le blues                                          | Sita Sings the Blues                                          | Nina Paley                            | États-Unis                             |
| 2009  | Ex aequo Mary et Max                                          |                                                               | Adam Elliot                           | Australie                              |
|       | Ex aequo Coraline                                             |                                                               | Henry Selick                          | États-Unis                             |
| 2010  | Fantastic Mr. Fox                                             | Fantastic Mr. Fox                                             | Wes Anderson                          | États-Unis                             |
| 2011  | Le Chat du rabbin                                             |                                                               | Joann Sfar et Antoine Delesvaux       | France                                 |
| 2012  | Le Voyage de monsieur Crulic                                  | Crulic - Drumul Spre Dincolo                                  | Anca Damian                           | Pologne Roumanie                       |
| 2013  | Rio 2096 : Une histoire d'amour et de furie                   | Uma História de Amor e Fúria                                  | Luiz Bolognesi                        | Brésil                                 |
| 2014  | Le Garçon et le Monde                                         | O Menino e o Mundo                                            | Alê Abreu                             | Brésil                                 |
| 2015  | Avril et le Monde truqué                                      |                                                               | Franck Ekinci et Christian Desmares   | France, Canada Belgique                |
| 2016  | Ma vie de Courgette                                           |                                                               | Claude Barras                         | Suisse France                          |
| 2017  | Lou et l'Île aux sirènes                                      | Yoake tsugeru lu no uta                                       | Masaaki Yuasa                         | Japon                                  |
| 2018  | Funan                                                         | Funan                                                         | Denis Do                              | Belgique, Cambodge, France, Luxembourg |
| 2019  | J'ai perdu mon corps                                          | J'ai perdu mon corps                                          | Jérémy Clapin                         | France                                 |
| 2020  | Calamity, une enfance de Martha Jane Cannary                  | Calamity, une enfance de Martha Jane Cannary                  | Rémi Chayé                            | France, Danemark                       |
| 2021  | Flee                                                          | Flee                                                          | Jonas Poher Rasmussen                 | Danemark, France Norvège, Suède        |
| 2022  | Le Petit Nicolas : Qu'est-ce qu'on attend pour être heureux ? | Le Petit Nicolas : Qu'est-ce qu'on attend pour être heureux ? | Amandine Fredon et Benjamin Massoubre | France et Luxembourg                   |
| 2023  | Linda veut du poulet !                                        | Linda veut du poulet !                                        | Chiara Malta et Sébastien Laudenbach  | France et Italie                       |
| 2024  | Memoir of a Snail                                             | Memoir of a Snail                                             | Adam Elliot                           | Australie                              |
| 2025  | Arco                                                          | Arco                                                          | Ugo Bienvenu                          | France                                 |

#### Articles
- Rédaction LM, « Le Festival d'Annecy critiqué par la profession », Le Monde,‎ 22 juin 1971 (lire en ligne).
- Rédaction LM, « Échos : Le film d'animation à Annecy : Le Festival et son marché », Le Monde,‎ 6 juin 1991 (lire en ligne).
- Rédaction LM (2), « Annecy et le dessin animé », Le Monde,‎ 7 juin 1991 (lire en ligne).
- « Échos : Le film d'animation à Annecy : un festival et un marché », Le Monde,‎ 19 mai 1993 (lire en ligne).
- « La fête du dessin animé à Annecy. Disney est très présent à ce rendez-vous biennal où deux cent quatre-vingts films se disputent les faveurs des professionnels », Le Monde,‎ 3 juin 1993 (lire en ligne).
- « Annecy, capitale du dessin animé », Le Monde,‎ 4 juin 1997 (lire en ligne).
- Thomas Sotinel, « Annecy est le deuxième festival de cinéma en France », Le Monde,‎ 10 juin 2012 (lire en ligne).
- Jean-Baptiste Scherrer, « Le Festival et le Marché international du film d’animation d’Annecy, un exemple de réconciliation entre la loi du marché et l’intervention institutionnelle », Entrelacs, 2018, URL : http://journals.openedition.org/entrelacs/4290

#### Ouvrage
- Dominique Puthod, Le Festival international du film d'animation : 50 ans d'une histoire animée, Éditions de l'université de Savoie, 2015.